# Leuchtmittel
Leuchtmittel sind alle elektrischen Betriebsmittel und elektrischen Verbraucher, die dazu dienen, Licht zu erzeugen, sowie alle Gegenstände, die durch chemische oder physikalische Vorgänge Licht erzeugen. Sie bilden eine Lichtquelle. Statt des heute umgangssprachlich (vor allem in Baumärkten und Elektrofachmärkten im Online-Versandhandel) verwendeten Begriffs Leuchtmittel wird in der Normung der Begriff Lampe verwendet.

## Begriffsabgrenzung
In der DIN 5039 werden die Begriffe Licht, Lampe und Leuchte definiert. Demnach ist eine Lampe, Zitat: "eine technische Ausführung einer künstlichen Lichtquelle, die in erster Linie zur Lichterzeugung bestimmt ist, also leuchten oder beleuchten soll." Die Leuchte wird in Abgrenzung dazu als, Zitat: "ein Gerät, das zur Verteilung, Filterung oder Umformung des Lichtes von Lampen dient, einschließlich der zur Befestigung, zum Schutz oder zum Betrieb der Lampen notwendigen Bestandteile." definiert. Der Begriff Leuchtmittel findet in dieser, wie auch in anderen deutschsprachigen Normen zu dem Themenfeld (DIN EN 12665, DIN EN 13032-1, DIN EN 60969, DIN IEC 60810, ect.), keine Verwendung. Im Blatt 1 der VDI 4700 wird Lampe als, Zitat: "das in einer Leuchte befindliche Leuchtmittel" umrissen. Diese Definition erfolgt mit Verweis auf eine Anlehnung an die zurückgezogene BGR 131-1. In der genannten Richtlinie des VDI wird die umgangssprachliche Gleichsetzung der Begriffe Lampe und Leuchte, als Bezeichnung von dem gesamten Lichtgerät (vgl. z. B. Petroleumlampe, Schreibtischlampe, ect.), als falsch beschrieben.
Die Lampe wird in der DIN 5039, wie auch umgangssprachlich, durch Zusätze bei zusammengesetzten Begriffen präzisiert. Bei elektrischen Lampen wie zum Beispiel: Glühlampe, Halogenglühlampe, Gasentladungslampe, Hochdruckentladungslampe, Leuchtstofflampe wird so meist der Entstehungsprozess des Lichtes beschrieben. Bei chemisch-physikalischen Lampen lässt sich meist die Lampe technisch nicht von der Leuchte trennen, so dass die Lampe das dominierende Teil der Leuchte ist und damit den Begriff prägt. Beispiele hierfür sind: die Öllampe, die Laterne (die eine Kerze enthält), die Petroleumlampe und die Karbidlampe. Für neuartige elektrische Leuchtmittel, die direkt im Austausch für Glühlampen verwendet werden können, da sie in vorhandene Fassungen passen und in ähnlichen Leuchtstärken angeboten werden, wird zunehmend der Begriff Austauschlampe oder Retrofit verwendet (beispielsweise in Begriffen wie LED-Austauschlampe oder LED-Retrofit). Solche Leuchtmittel werden auch häufig nach dem erstrebten Ziel des Austauschs als Energiesparlampen bezeichnet.

## Leuchtmitteltypen

### Elektrische Leuchtmittel
Die meisten traditionellen elektrischen Leuchtmittel benötigen eine gasdicht abschließende Hülle. Sie besteht bei Glüh- und Gasentladungslampen aus Glas (Glaskolben oder Glasröhren). Moderne Leuchtmittel wie Leuchtdioden und Kondensator-Leuchtfolien sind massiv mit Kunststoff umhüllt.
Leuchtmittel sind meist in einer Leuchte untergebracht, die ggf. weitere Betriebsmittel enthält, um das Leuchtmittel betreiben zu können (Schalter, Vorschaltgerät, Zündgerät, Dimmer, Starter) sowie die elektrischen Anschlusseinrichtungen.
Der elektrische Anschluss wird vielfach durch spezielle Fassungen hergestellt, die den Sockel oder Anschlussstifte des Leuchtmittels aufnehmen. Fassungen und Sockel sind meist so ausgeführt, dass sich die Leuchtmittel ohne Werkzeug wechseln lassen. Das ist notwendig, da die meisten Leuchtmittel eine wesentlich kürzere Lebensdauer haben als die Leuchten, in denen sie betrieben werden. Typische Sockelformen sind Schraub-, Bajonett- und Stecksockel.
Auch sockellose Leuchtmittel können durch am Glaskörper anliegende Drähte auswechselbar gestaltet sein, in der Regel sind sie jedoch eingelötet.
Wichtige Daten eines Leuchtmittels sind:
- elektrische Leistungsaufnahme (Nennleistung)
- Lichtausbeute (Wirkungsgrad; Angabe in Lumen/Watt, typische Werte siehe Lichtquelle)
- Lichtstrom in Lumen (Gesamtmenge an abgegebenem Licht)
- Lichtstärke (Lichtstärke auf Raumwinkel bezogen)
- Farbwiedergabeindex
- Fassungs- bzw. Sockeltyp
- Betriebsspannung (Nennspannung)
- Betriebsstrom (Nennstrom)

Für Anwendungen im Verkehr, an Maschinen oder bei besonderen Komfortansprüchen ist die Welligkeit (zeitabhängige periodische Schwankungen) des Lichtstromes oder der Lichtfarbe wichtig. Flimmern mit doppelter Netzfrequenz ist typisch für Gasentladungslampen mit konventionellem Vorschaltgerät. LED- und elektronische Kompaktleuchtstofflampen weisen oft höherfrequente Modulationen auf (einige 100 Hz bis einige 10 kHz). Zur Vermeidung von Stroboskopeffekten müssen an Maschinen flimmerarme Leuchtmittel (früher ausschließlich Glühlampen) eingesetzt werden.
Leuchtmittel können folgendermaßen grob unterschieden werden, in Klammern sind die Besonderheiten zu Betrieb und Handhabung angegeben:
- Glühlampen
  - Allgebrauchslampen (ohne Schutzglas, kein Schutzglas erforderlich)
  - Halogenglühlampen (ohne und mit Schutzglas, Schutzglas erforderlich)
  - Projektionslampen (ohne Schutzglas, Schutz erforderlich)
- Gasentladungslampen
  - Niederdruck-Gasentladungslampen (kein Schutzglas erforderlich)
    - Glimmlampen
    - Energiesparlampen (integriertes Vorschaltgerät)
    - Leuchtstofflampen (Vorschaltgerät und Starter erforderlich)
    - Kaltkathodenröhren (Betriebsgerät bzw. Inverter erforderlich)
    - Natriumdampf-Niederdruckröhren (Vorschaltgerät und Starter erforderlich)

  - Hochdruck-Gasentladungslampen (Vorschaltgerät immer erforderlich)
    - Quecksilberdampf-Hochdrucklampen (kein Schutzglas erforderlich)
    - Quecksilberdampf-Höchstdrucklampen (Schutz bei Handhabung, Transport und Betrieb erforderlich! Vorgeschriebene Betriebslage! Zündgerät erforderlich)
    - Natriumdampf-Hochdrucklampen (Zündgerät erforderlich)
    - Halogen-Metalldampflampen (wie vor, Schutzglas erforderlich, vorgeschriebene Betriebslage, Zündgerät erforderlich)
    - Xenon-Bogenlampen (Hoch- und Höchstdrucklampen, Betriebsgerät erforderlich, Schutz bei Handhabung und Betrieb erforderlich, Zündgerät erforderlich)

  - Induktionslampen Bei Niederfrequenz-Induktionslampen sind keine weiteren Schutzmaßnahmen erforderlich. Bei der neuesten Generation hochfrequenter Induktionslampen ist dies auch nicht mehr notwendig.(kein Schutzglas, jedoch Abschirmung gegen Austreten hochfrequenter elektromagnetischer Schwingungen erforderlich; Elektronisches Vorschaltgerät)
- Leuchtdioden (kein Schutzglas, jedoch Strombegrenzung erforderlich)

Leuchtmittel, die im Betrieb hohe Kolbentemperaturen erreichen (Halogenglühlampen und Hochdruck-/Höchstdruck-Gasentladungslampen ohne Schutzglaskolben), dürfen auch im kalten Zustand nicht mit der bloßen Hand berührt werden, da ansonsten Fingerabdrücke einbrennen und zum Lampenausfall führen.
Leuchtmittel dürfen aufgrund ihrer teilweise sehr hohen Sockeltemperaturen nur in dafür spezifizierten Fassungen betrieben werden. Die Spezifikation der Fassung kann von derjenigen der Leuchte abweichen, das Leuchtmittel muss jedoch immer zur Spezifikation der Leuchte passen: es darf im Fall von Glühlampen auch eine kleinere elektrische Leistungsaufnahme als die spezifizierte Leistung der Leuchte aufweisen, nie jedoch eine größere.
Seit einiger Zeit gibt es LED-Leuchtmittel, die durch entsprechende Sockelung direkt als Ersatz für Glühlampen eingesetzt werden können. Diese enthalten die zur Strombegrenzung erforderlichen Bauteile im Sockel, um sie direkt an gängigen Spannungen betreiben zu können (12 V und 24 V Gleich- und Wechselspannung, 230 V Wechselspannung).
Zu den Leuchtmitteln, die, obwohl sie einen Glühlampensockel haben, nicht direkt an 230 V betrieben werden können, zählen Hochdruck-Gasentladungslampen mit den Edison-Schraubsockeln E27 und E40 (bzw. E39).
Die unterschiedlichen Bauformen und Leistungsformen werden meist durch das Lampenbezeichnungssystem ILCOS charakterisiert und so vergleichbar oder austauschbar und dort näher beschrieben.
Man wählt die Farbtemperatur der Leuchtmittel gemäß dem Einsatzzweck:
- Warmweiß (2000 bis 3250 K) dient für Wohnräume (2300 bis 2700 K), Verkaufsräume wie Bäckereien  (2500 K) und Gastronomie sowie Hotels (3000 K).
- Neutralweiß (3250 bis 4500 K) dient für Büroräume (4000 K), Badezimmer und Küchen (4500 K), Hörsäle, Klassenzimmer und Krankenhäuser (5000 K).
- Tageslichtweiß (5000 bis 6500 K) dient in Industrie und Gewerbe, Arbeitsräumen und Werkstätten sowie in Operationsräumen, Laboratorien und Bibliotheken.

### Vergleich unterschiedlicher elektrischer Leuchtmittel
Hier eine Übersicht der zur Beleuchtung von Innenräumen in Ländern der Westlichen Welt am häufigsten gebrauchten elektrischen Leuchtmittel, einschließlich ihrer für Lichtdesigner und Innenarchitekten wichtigsten Eigenschaften:
|  | LED-Leuchtmittel (teilweise als Retrofit-Leuchtmittel für Leuchten, die eigentlich für Glühlampen designt sind) - Anschaffungskosten: gering bis mäßig - Betriebskosten: gering - Farbwiedergabeindex: 70–90 - Farbtemperatur: variabel - Vorschaltgerät/Transformator: erforderlich - Dimmbarkeit: preiswert und einfach | - Ein-/Ausschaltverzögerung: nein - Richtbarkeit: sehr hoch - Effizienz: hoch (50–90 Lumen pro Watt) - Haltbarkeit: sehr hoch - Umgebungstemperaturempfindlichkeit: hitzeempfindlich - Wärmeerzeugung: gering - Geräuscherzeugung: nein                                   |
|  | Neben kompakten Ausführungen werden auch lineare LED-Bänder, -Lichtleisten und -Röhren gehandelt. | |
|  | Leuchtstofflampe/„Energiesparlampe“ - Anschaffungskosten: mäßig - Betriebskosten: gering - Farbwiedergabeindex: 70–95 - Farbtemperatur: variabel - Vorschaltgerät/Transformator: erforderlich - Dimmbarkeit: einfach, aber teuer                                                                                          | - Ein-/Ausschaltverzögerung: ja (bei Verwendung eines Vorschaltgeräts) - Richtbarkeit: gering - Effizienz: hoch (70 Lumen pro Watt) - Haltbarkeit: sehr hoch - Umgebungstemperaturempfindlichkeit: kälteempfindlich - Wärmeerzeugung: sehr gering - Geräuscherzeugung: ja |
|  | Neben kompakten Ausführungen („Energiesparlampen“) werden auch lineare Leuchtstoffröhren gehandelt. | |
|  | Halogenglühlampe - Anschaffungskosten: mäßig - Betriebskosten: hoch - Farbwiedergabeindex: 100 - Farbtemperatur: warm bis neutral - Vorschaltgerät/Transformator: teilweise erforderlich - Dimmbarkeit: preiswert und einfach                                                                                             | - Ein-/Ausschaltverzögerung: nein - Richtbarkeit: hoch bis sehr hoch - Effizienz: gering (15 Lumen pro Watt) - Haltbarkeit: mäßig bis hoch - Umgebungstemperaturempfindlichkeit: keine - Wärmeerzeugung: stark - Geräuscherzeugung: oft in gedimmtem Zustand              |
|  | Halogen-Metalldampflampe (in kommerziell genutzten Räumen gebräuchlicher als in Wohnräumen) - Anschaffungskosten: hoch - Betriebskosten: gering - Farbwiedergabeindex: 70–90 - Farbtemperatur: warm bis kühl - Vorschaltgerät/Transformator: erforderlich - Dimmbarkeit: teuer und selten                                 | - Ein-/Ausschaltverzögerung: ja - Richtbarkeit: hoch bis sehr hoch - Effizienz: sehr hoch (70–100 Lumen pro Watt) - Haltbarkeit: hoch - Umgebungstemperaturempfindlichkeit: keine - Wärmeerzeugung: gering - Geräuscherzeugung: ja                                        |
|  | Glühlampe (in der EU nicht mehr handelsüblich) - Anschaffungskosten: gering - Betriebskosten: hoch - Farbwiedergabeindex: 100 - Farbtemperatur: warm - Vorschaltgerät/Transformator: nicht erforderlich - Dimmbarkeit: preiswert und einfach                                                                              | - Ein-/Ausschaltverzögerung: nein - Richtbarkeit: gering - Effizienz: sehr gering (10 Lumen pro Watt) - Haltbarkeit: gering - Umgebungstemperaturempfindlichkeit: keine - Wärmeerzeugung: stark - Geräuscherzeugung: oft in gedimmtem Zustand                             |
|  | Natriumdampflampe (nur für Spezialanwendungen) - Anschaffungskosten: mäßig - Betriebskosten: sehr gering - Farbwiedergabeindex: 18–30 - Farbtemperatur: sehr warm - Vorschaltgerät/Transformator: erforderlich - Dimmbarkeit: abhängig vom Vorschaltgerät                                                                 | - Ein-/Ausschaltverzögerung: ja - Richtbarkeit: gering - Effizienz: sehr hoch - Haltbarkeit: sehr hoch - Umgebungstemperaturempfindlichkeit: keine - Wärmeerzeugung: abhängig vom Typ - Geräuscherzeugung: ja                                                             |

Weitere Informationen
Die folgende Tabelle gibt eine Übersicht über die Leistungsaufnahme verschiedener Leuchtmitteltypen mit gleicher Helligkeit (physikalisch: Lichtstrom in Lumen) wie eine 60-W-Glühlampe.
| Leuchtmitteltyp         | Typische Leistungs- aufnahme in Watt | Lichtausbeute in Lumen pro Watt | Einsparung gegenüber einer Glühlampe | Energie- effizienzklasse |
| ----------------------- | ------------------------------------ | ------------------------------- | ------------------------------------ | ------------------------ |
| Glühlampe               | 40–60                                | etwa 12                         | —                                    | G                        |
| Halogenlampe            | 7–60                                 | 15–27                           | bis zu 30 %                          | G                        |
| Kompaktleuchtstofflampe | 5–15                                 | 40–65                           | bis zu 80 %                          | F–G                      |
| Halogenmetalldampflampe | 20–400 (Haushalt)                    | 50–117                          | über 85 %                            | —                        |
| LED-Leuchtmittel        | 3–20                                 | typisch: 27-80 bis mehr als 150 | über 90 %                            | D–G                      |
| Natriumdampflampe       | 35–1000                              | 100–200                         | über 95 %                            | —                        |

### Chemisch-physikalische Leuchtmittel
Dazu zählen:
- Leuchtfeuer aller Art, Öllampen, Petroleumlampen, Gaslicht, Karbidlampen, die alle auf chemischer Verbrennung beruhen
- Pyrotechnische Leuchtmittel, bei denen der Lichteffekt durch schnelle Verbrennung erzeugt wird (Bengallichter, Leuchtraketen, Feuerwerkseffekte)
- Leuchtfarben, die auf atomarer Ebene teils Licht zwischenspeichern, teils durch Radioaktivität erzeugen
- Kaltes Licht durch chemische Anregung (Leuchtstab, Knicklicht)

## Sicherheit und Gesundheit bei der Herstellung und Entsorgung quecksilberhaltiger Leuchtmittel
Je nach Leuchtmittelart erfolgt die Dosierung von Quecksilber bei der Herstellung der Leuchtmittel entweder in metallischer Form (flüssig oder als Pressling in Verbindung mit einem festen Trägermaterial wie z. B. Eisenpulver) oder als Amalgamplättchen/-stäbchen. Bei der Herstellung von quecksilberhaltigen Leuchtmitteln kann es zu einer Quecksilberexposition kommen. Zur Expositionsbestimmung wurden daher Arbeitsplatzmessungen nach der TRGS 402 durchgeführt. Die personengetragenen Messungen erfolgten beim Einbau von Amalgamplättchen oder -stäbchen, bei der Zugabe von Presslingen und der Dosierung von flüssigem Quecksilber. Bei allen untersuchten Tätigkeiten wurde der Arbeitsplatzgrenzwert (AGW) eingehalten. Verfahrensbedingt zeigen sich jedoch Unterschiede in der Höhe der Quecksilberexposition. Bei der Verwendung von flüssigem Quecksilber war sie am höchsten. Hohe Bruchraten im Produktionsprozess führen ebenfalls zu höheren Quecksilberexpositionen. Generell sind bei der Leuchtmittelherstellung allgemeine Schutzmaßnahmen nach der Gefahrstoffverordnung (GefStoffV) und die in der TRGS 500 beschriebenen allgemeinen arbeitshygienischen Grundsätze umzusetzen.
Quecksilberhaltige Leuchtmittel werden in Betrieben, zum Beispiel des Handels und Handwerks, sowie in kommunalen Sammelstellen, Schadstoffmobilen und Servicefahrzeugen gesammelt. Bei der manuellen Demontage kann Quecksilber freigesetzt werden, das für Beschäftigte eine inhalative Gefährdung darstellen kann. Der Arbeitgeber muss daher eine Gefährdungsbeurteilung durchführen. Die Empfehlungen Gefährdungsermittlung der Unfallversicherungsträger (EGU) geben bei der Gefährdungsbeurteilung praktische Hinweise, damit die Grenzwerte für Quecksilber eingehalten werden. Dazu gehören der Arbeitsplatzgrenzwert (AGW), der Kurzzeitwert nach TRGS 900 sowie der Biologische Grenzwert (BGW) nach TRGS 903. Werden die Verfahrensparameter sowie die geschilderten Schutzmaßnahmen eingehalten, ist davon auszugehen, dass das Minimierungsgebot nach § 7 Abs. 4 der GefStoffV erfüllt wird.
Weitere Gefährdungen wie z. B. Schnittverletzungen durch Lampenbruch sind in der Gefährdungsbeurteilung gesondert zu berücksichtigen. Orale, dermale und Brand- und Explosionsgefährdungen treten bei der Sammlung von ausgesonderten quecksilberhaltigen Leuchtmitteln nicht auf.